# 親和会 (高松)
親和会（しんわかい）は、香川県高松市に本部を置く指定暴力団。構成員数は2023年末の時点で約40人。二代目本多会系北原組を前身としている。

## 来歴

### 北原組
高松の大隠居と呼ばれた綿屋こと矢野清太郎（1879年11月1日-1956年4月13日）は、神戸市の大嶋秀吉や中山八十吉とは五分の呑み分けの兄弟分だった。矢野の子分であった北原伝次郎は独立して北原組を結成。昭和20年代に本多会初代会長・本多仁介の舎弟となった。
1947年頃には太政官系の組織と抗争事件を起こした。暫くして北原伝次郎が地元の市議会議員に当選し、1959年12月に娘婿の柴田敏治が二代目を継承し、本多会直参となった。
1965年、柴田敏治が初代と同じく市議選に出馬する事となり、二代目北原組は解散した（同年上部団体の本多会も解散している）。

### 親和会
1965年に解散した二代目本多会 二代目北原組（組長・柴田敏治）の幹部だった細谷勝彦を会長に1967年頃、高松親和会（たかまつしんわかい）として結成された。1971年に親和会に改称した。
1971年、若林組と抗争事件を起こし、1982年、同じく若林組と抗争（高松抗争）を起こし、阪神懇親会が仲裁した。1984年、新高松抗争を起こすなど、他組織との抗争を繰り返し、現在でも独立系を守っている。
1992年12月、香川県公安委員会から指定暴力団に指定された。 2005年2月には五代目山口組 三代目山健組 七代目中津川組（組長・長尾昌志）との抗争を起こした。4月には山口組 五代目豪友会とも抗争を起こし、組員が高知市内の豪友会本部に発砲する事件も起きた。
2005年10月、理事長・吉良博文（吉良組組長）が二代目を継承した。
吉良は2006年1月、大阪市内にて開かれた賭博に客として参加していた際に、大阪府警察の摘発を受けて、七代目酒梅組系組員らとともに逮捕された（常習賭博容疑）。
2007年、吉良博文が六代目山口組幹部・光安克明と五分兄弟盃を交わし、山口組との友好関係を築いた。
2008年、細谷勝彦が総裁職を退き引退した。

## 北原組歴代組長
- 初代 - 北原伝次郎（本多会舎弟）
- 二代目 - 柴田敏治（本多会若衆、二代目本多会若衆）

## 親和会歴代会長
- 初代 - 細谷勝彦
- 二代目 - 吉良博文[4]

## 最高幹部
- 会長 - 吉良博文
- 会長代行 - 竹内 寛（親誠会会長）
- 理事長 - 溝淵 毅（溝淵組組長）
- 執行部幹事長 - 玉岡英雄
- 副会長 - 西澤吉夫（西澤組組長）
- 副理事長 - 村尾和夫
- 執行部理事長補佐 - 森 和久
- 執行部理事長補佐 - 石川 旭
- 執行部理事長補佐 - 田所鷹典
- 執行部理事長補佐 - 大西信人

## 幹部
- 専務理事 - 中村奏二郎
- 専務理事 - 渡辺謙二
- 専務理事 - 多田 誠
- 専務理事 - 松下洋典
- 専務理事・会長秘書 - 平野 誠
- 理事・会長秘書 - 玉垣忠博
- 理事 - 須崎将光
- 理事 - 澤山寛弥
- 理事 - 黒田恭治
- 参与 - 松本 栄
- 参与 - 矢形喬志
- 参与 - 高市時良
- 参与 - 井上正幸
- 参与 - 真砂 昇
- 参与 - 上野周良